# Termos bomba
Termos bomba je bio neformalni naziv za AR-4, kasetnu bombu koju su koristile italijanske vazduhoplovne snage tokom Drugog svetskog rata. Veliki broj je korišćen protiv Malte u severnom delu Afrike i na Bliskom Istoku. Ime je dobila od Engleza koji su se susretali sa ovom bombom na ratištima severne Afrike, zbog očigledne sličnosti sa termos bocom prozvali su je termos bomba. Bomba je bila cilindričnog oblika dugačka 31 centimetar i napravljenog od čelika (telo) i aluminijuma (gornji deo) i teška je bila 3,68 kg. Opremljena je mehaničkim upaljačem kompanije Costruzioni Meccaniche Societa Romana koji je konstruisan da ne eksplodira od udara na zemlju, nego je  bio jako osetljiv na kretanje / vibracije ili samo pomeranje bombice. Bomba je mogla da  eksplodirala i pri najmanjem kretanju u blizini same bombice. Njeno dejstvo je bilo smrtonosno u radijusu od oko 35 m i ranjavajuće do maksimalnih 90 m. Zbog opasnosti da neko ne nastrada od Termosove neeksplodirane bombe i one bi bile uništavane tamo gde su i pale. Bilo je nekoliko metoda za uništavanje, a jedan od njih je bio pričvršćivanjem dugačkog konopca za bombicu i iz nekog zaklona se povlačila bombica koja se pri pomeranju aktivirala, drugi metod je detonacijom malog eksplozivnog punjenja koji se postavlja pored njih. Kasnija varijanta upaljača imale su dugo odlaganje, koje bi se pokrenulo između 60 i 80 sati nakon što se upaljač naoružao.

## Korišćenje Termos AR-4 kasetnih bombi u konfliktima
1940-1943: Italijani su 14. septembra 1940. izveli svoj prvi borbeni let sa kasetnim bombama gde su termos kasetnim bombama zasuli britanske trupe u Egiptu kod mesta Bakuša i Nagamisa. Velika većina tih bombi je eksplodirala prilikom pomeranja. Ubrzo zatim usledilo je čišćenje terena gde je tom prilikom stradao jedan oficir i 4 vojnika. Takođe su Italijani u januaru 1941. godine, zasipali kasetnim bombama obale Libije između Derna i Tobruka, u pokušaju da spreče savezničku vojsku u njihovom napredovanju. A naročito velika količina kasetnih termos bombi je korišćeno tokom opsade Tobruka u aprilu i maju 1941. godine. Takođe su Italijani bacili veće veće količine kasetnih termos bombi na Maltu tokom drugog svetskog rata.